# Ключ 213
Ключ 213 (трад. 龜, 龜, 龜, ⻱, упр. 亀, 龟) — ключ Канси со значением «черепаха»; один из двух, состоящих из шестнадцати штрихов.
В словаре Канси есть 24 символа (из 49 030), которые можно найти c этим радикалом.

## Техника написания

18 штрихов. Традиционный порядок написания.
16 штрихов. Тайваньский порядок написания.
18 штрихов. Альтернативный порядок написания.

## История
На древней идеограмме не так сложно узнать черепаху, послужившую прообразом современному иероглифу.
Кроме самой «черепахи» современный иероглиф имеет несколько значений: «долголетие» (черепаха — символ жизнеспособности и долголетия), «деньги» (черепаховый панцирь служил в древности валютой), «печать, ручка которой изображает черепаху», «черепаха-оракул, гадание на панцире». Кроме этого иероглиф может быть глаголами: «потрескаться, пойти трещинами».
В качестве ключевого знака иероглиф используется редко.
Поскольку иероглиф сложен в начертании, его часто заменяют упрощенной формой 亀, 龟.
В словарях находится под номером 213.

## Древние идеограммы

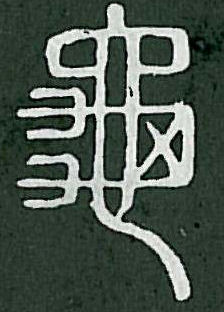
Вид в Шуовень
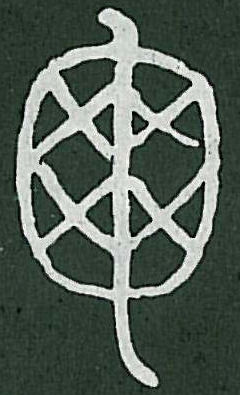
Вид в Гувень
Вид в Цзягувэнь
Вид в Цзиньвэнь
Вид в большой печати Чжуаньшу
Вид в малой печати Чжуаньшу

## Значение
1. Обозначает все виды черепах и рептилий с панцирями как вид.
2. Долголетие (черепаха — символ жизнеспособности и долголетия).
3. Деньги (черепаховый панцирь служил в древности монетой).
4. Печать, ручка которой изображает черепаху.
5. Черепаха-оракул, гадание на панцире.
6. Потрескаться, пойти трещинами.

## Варианты прочтения
- кит. трад. 龜, 龜, 龜, ⻱, упр. 亀, 龟, пиньинь yuè, юэ.
- яп. かめ, kame, камэ;
- кор. 거북 geobuk, кобук?, 귀 gwi, кви, 구 gu, ку?.

## Различия в шрифтах
В некоторых словарях черепаха состоит как из семнадцати (например, китайского словаря) штрихов, так и из восемнадцати (новые словари, опубликованные после 2015 года) штрихов.

### Традиционный вариант
| Словарь Канси | Япония | Южная Корея |
| ------------- | ------ | ----------- |
| 龜            | 龜     | 龜          |

- Примечание: Ваш браузер может отображать иероглифы неправильно.

### Упрощённый вариант
| Китай | Япония |
| ----- | ------ |
| 龟    | 亀     |

- Примечание: Ваш браузер может отображать иероглифы неправильно.

## Примеры иероглифов
| Доп. штрихи | Иероглифы      |
| ----------- | -------------- |
| 0           | 龜 龜 ⻱ 亀 龟 |
| 3           | 𪚩 䶯          |
| 4           | 䶰 𪚲          |
| 5           | 䶱 䶲 龝       |
| 12          | 龞 𪛅          |
| 14          | 𪛇             |

- Примечание: Ваш браузер может отображать иероглифы неправильно.